# Campionato slovacco di calcio a 5
Il Campionato slovacco di calcio a 5 è un insieme di tornei nazionali e regionali organizzati dalla Federazione calcistica della Slovacchia. La massima serie è denominata "1. liga".

## Storia
Con la dissoluzione della Cecoslovacchia, a partire dalla stagione 1993-1994 fu organizzato il campionato nazionale della Slovacchia, che nelle prime edizioni vide consumarsi la rivalità tra il FK Lumas Nitra (vincitore di tre titoli) e il Trade Trans Rail Kosice (due). L'exploit del Program Dubnica, capace di vincere quattro titoli consecutivi, inaugurò il decennio successivo, segnato dall'ascesa della Slov-Matic FOFO. Tra il 2005 e il 2018 , gli arancioni vinsero 12 delle 14 edizioni, l'ultima delle quali disputata come Slovan Bratislava.

## Albo d'oro
- 1993-1994:  Lumas Nitra (1)
- 1994-1995:  TTR Košice (1)
- 1995-1996:  Lumas Nitra (2)
- 1996-1997:  Lumas Nitra (3)
- 1997-1998:  TTR Košice (2)
- 1998-1999:  Diamont Selce (1)
- 1999-2000:  Program Dubnica (1)
- 2000-2001:  Program Dubnica (2)
- 2001-2002:  Program Dubnica (3)
- 2002-2003:  Program Dubnica (4)

- 2003-2004:  Incar Nitra (1)
- 2004-2005:  Slov-Matic FOFO (1)
- 2005-2006:  Slov-Matic FOFO (2)
- 2006-2007:  Slov-Matic FOFO (3)
- 2007-2008:  Slov-Matic FOFO (4)
- 2008-2009:  RCS Košice (3)
- 2009-2010:  Slov-Matic FOFO (5)
- 2010-2011:  Slov-Matic FOFO (6)
- 2011-2012:  Slov-Matic FOFO (7)
- 2012-2013:  Slov-Matic FOFO (8)

- 2013-2014:  Slov-Matic FOFO (9)
- 2014-2015:  Slov-Matic FOFO (10)
- 2015-2016:  Pinerola (1)
- 2016-2017:  Slov-Matic FOFO (11)
- 2017-2018:  Slovan Bratislava (12)
- 2018-2019:  Pinerola (2)
- 2019-2020:  Lučenec (1)
- 2020-2021:  Lučenec (2)
- 2021-2022:  Lučenec (3)
- 2022-2023:  Lučenec (4)
- 2023-2024:  Lučenec (5)